# Гурская, Галина
Галина Гурская (пол. Halina Górska; 4 мая 1898, Варшава, Российская империя — 4 июня, 1942, Львов) — польская писательница и переводчица, политическая и общественная деятельница социалистической направленности.

## Биография
Галина Гурская родилась 14 мая 1898 года в Варшаве в ассимилированной еврейской семье гинеколога Зигмунта Эндельмана и Чеславы Эндельман (ур. Брауде). Мать увлекалась литературой и публиковалась под псевдонимом Czesław Halicz. Среднее образование Галина Гурская получила в варшавском пансионе пани Верецкой. 
С 1924 года связана с львовским литературным сообществом, в 1925 году дебютировала в печати с юмореской «Mam mieszkanie» («У меня есть квартира»), опубликованной в ежедневной газете «Kurier Lwowski». В 1930 году увидела свет сказка писательницы «O księciu Gotfrydzie, rycerzu Gwiazdy Wigilijnej» («О князе Готфриде, рыцаре Рождественской Звезды»). В течение многих лет Галина Гурская сотрудничала с львовской редакцией Польского радио, занимаясь созданием передач для детей и молодёжи. В 1931 году по её инициативе создано благотворительное общество «Związek Błękitnych», в 1933 году совместно с Тадеушем Холлендером и Каролем Курылюком основала общественно-культурный ежемесячник «Sygnały». 
Была активной участницей многих инициатив, связанных с социалистическим движением. Участвовала в подготовке Антифашистского конгресса деятелей культуры, состоявшегося в 1936 году во Львове. После присоединения Львова к СССР в 1939 году активно сотрудничала с советской властью, однако была единственной воздержавшейся при голосовании за утверждение заявления польских писателей, приветствующих присоединение Западной Украины к СССР. Сотрудничала с журналом Nowe Widnokręgi, где публиковались отрывки из её произведений, работала над переводом романа Максима Горького «Мать». 17 сентября 1940 вступила в Союз советских писателей Украины. 
В июне 1941 года Галина Гурская не эвакуировалась из Львова предположительно из-за болезни мужа. 19 сентября 1941 года была арестована нацистами во Львове, 4 июня 1942 расстреляна на Лычаковских Песках.

## Творчество
- O księciu Gotfrydzie, rycerzu Gwiazdy Wigilijnej (1930)
- Nad czarną wodą (1931)
- Chłopcy z ulic miasta (1934); произведение входило в школьную программу для 7 класса в ПНР
- Druga brama (1935)
- Ślepe tory (1937)
- Barak płonie (część 1. pt. Ślepy tor w 1937, część 2. pt. Ucieczki w 1939)